# 渔户寨乡
渔户寨乡，是中华人民共和国河北省唐山市迁西县下辖的一个乡镇级行政单位。

## 行政区划
渔户寨乡下辖以下地区：
渔户寨村、李家口村、擦都岭村、高窝子村、白枣峪村、立石庄村、白草洼村、上尹庄村、连水峪村、青山口村、东水峪村、黄槐峪村和三湾村。